# Veauchette
Veauchette è un comune rurale francese di 912 abitanti situato nel dipartimento della Loira, nella regione dell'Alvernia-Rodano-Alpi.
Situato 16 km a nord di Saint-Étienne e una cinquantina a ovest di Lione, si trova sull'altopiano del Forez (a 360 m d'altitudine), nella parte nordorientale del Massiccio Centrale. L'abitato giace in un'ansa della Loira, sulla riva sinistra del fiume che ne invade spesso il territorio con le sue inondazioni, ed è noto in particolare fra gli sportivi appassionati di pesca alla carpa.
Il nome Veauchette (piccola Veauche) compare per la prima volta nel 1243 a indicare il piccolo villaggio sotto la signoria della vicina città di Veauche, sull'altra sponda del fiume. È diventato comune a sé con la Rivoluzione francese.
I suoi abitanti si chiamano veauchetaires.

## Società

### Evoluzione demografica
Abitanti censiti